# Rubcowo
Rubcowo – wieś w Polsce położona w województwie podlaskim, w powiecie augustowskim, w gminie Płaska.
Wieś jest siedzibą sołectwa Rubcowo w którego skład wchodzą również miejscowości Ostryńskie i Trzy Kopce.
W latach 1975–1998 miejscowość administracyjnie należała do województwa suwalskiego.